# Station Tamba-Oyama
Station Tamba-Ōyama (丹波大山駅,  Tamba-Ōyama-eki) is een spoorwegstation in de Japanse stad Sasayama in de prefectuur Hyōgo. Het wordt aangedaan door de Fukuchiyama-lijn. Er zijn twee sporen, gelegen aan één perron.  De sporen worden voor beide richtingen gebruikt.

## Treindienst

### JR West
| 1,2  | ■ Fukuchiyama-lijn | richting Sasayamaguchi en Sanda |
| 1, 2 | ■ Fukuchiyama-lijn | richting Fukuchiyama            |

## Geschiedenis
Het station werd in 1899 geopend onder de naam Ōyama, maar in 1917 werd de naam veranderd in Tamba-Ōyama.

## Stationsomgeving
- Lawson
- Sasayama-rivier

(JR Kioto-lijn<<) ·  Ōsaka ·  Tsukamoto ·  Amagasaki ·  Tsukaguchi ·  Inadera ·  Itami ·  Kita-Itami ·  Kawanishi-Ikeda ·  Nakayamadera ·  Takarazuka ·  Namaze ·  Nishinomiyanajio ·  Takedao ·  Dōjō ·  Sanda ·  Shin-Sanda ·  Hirono ·  Aino ·  Aimoto ·  Kusano ·  Furuichi ·  Minami-Yashiro ·  Sasayamaguchi ·  Tamba-Oyama ·  Shimotaki ·  Tanikawa ·  Kaibara ·  Isō ·  Kuroi ·  Ichijima ·  Tamba-Takeda ·  Fukuchiyama · (>>Sanin-lijn)